# Noordse kakkerlak
De noordse kakkerlak (Ectobius lapponicus) is een insect uit de orde van de kakkerlakken (Blattodea) en de familie Ectobiidae.
De noordse kakkerlak heeft een lichaamslengte van 9 tot 11 millimeter. Hij is bruin van kleur. Het vrouwtje is lichter van kleur dan het mannetje.

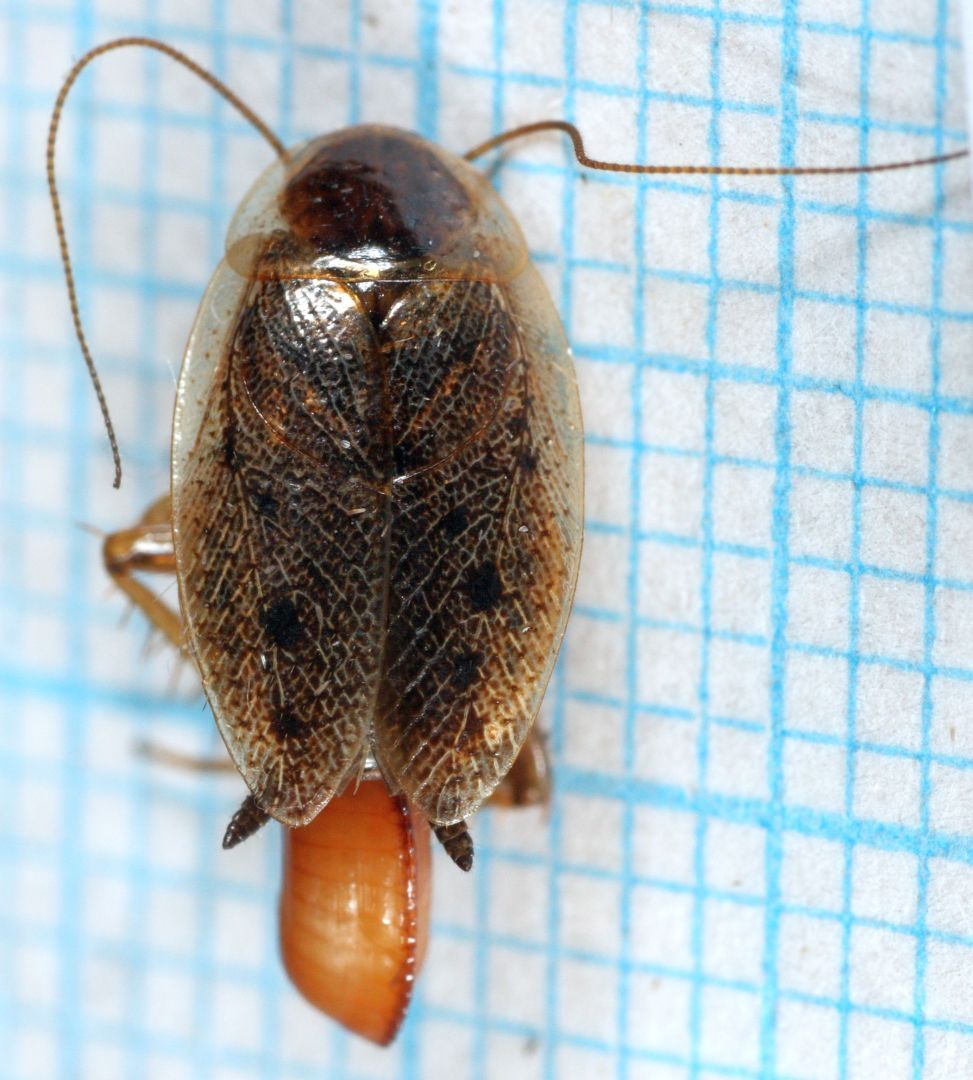
Vrouwtje met eieren

De soort komt voor in Noordwest Europa, in Nederland in de duinen en op de pleistocene zandgronden. Het dier houdt zich op in struiken, bomen en de strooisellaag.
- Video